# Newcleus
Newcleus foi um grupo de electro e old school hip hop que alcançou a maior popularidade nos anos 80. A banda ficou mais conhecida pelos singles "Jam-On's Revenge" (1983) e "Jam-On It" (1984).

## Discografia

### Álbuns
- 1984 Jam On Revenge (Sunnyview Records SUN 4901 ) - #84 UK[2]
- 1985 Space Is the Place (Sunnyview Records SUN 4903 )
- 1990 Jam On This (Bellaphon Records 260-07-158 )
- 1994 Next Generation (Unidisc Records SPLK-7230 )
- 1997 Jam On This! - The Best Of Newcleus (Rhino Entertainment Company R2 72840 )
- 1997 The Next Generation(Home Base, Hot Productions HTCD 66144-2, HTCD 66144-2 )
- 2004 Destination: Earth - The Definitive Newcleus Recordings (Jam On Productions JORCD 011)
- 2006 Newcleus Classic Double Pack ( Deeplay Soultec D-TEC LP 1)

### Singles
- 1983 Jam-On Revenge (May Hew Records M-553 )
- 1984 Automan / Where's The Beat (Sunnyview Records SUN 420 )
- 1984 Computer Age (Push The Button)  (Sunnyview Records 	SUN 416 )
- 1984 Jam-On It (Sunnyview Records 	SUN 411 ) - #56 U.S.
- 1984 Two Slices Of Jam (Sunnyview Records 	SUNYL 103 )
- 1985 I Wanna Be A B-Boy (Sunnyview Records 	SUN 425 )
- 1985 Let's Jam (Sunnyview Records 	SUN 427 )
- 1985 Space Is The Place / Cyborg Dance (Sunnyview Records 	SUN 429 )
- 1996 Jam On Revenge (The Wikki-Wikki Song)  (Powderworks POWT 0321)- #44 UK[2]
- 1986 Na Na Beat (Sunnyview Records 	SUN 436 )
- 1987 Huxtable House Party (Super Power Records HSE 1232 )
- 1988 Mega Mix (12" mixed)(Bellaphon Records 120.07.271)
- 1988 She's Bad (Super Power Records HAL 1253 )
- 1988 We're So Hyped! (Super Power Records HAL 1277 )
- 1990 50 Ways To Get Funky / Jam For The '90's (May Hew Records 101, 102 )
- 1990 Jam On This (Bellaphon 120-07-383)
- 1992 Jam On It / Ex'tra T's Boogie (with the Extra T's (Hot Classics HCL 2229)
- 1993 Baby I Love You (Home Base HB 5073) under the name Newcleus And Next Generation, The
- 1994 Wikki Wikki / Jam On It / Jam On This (Unidisc SP5-1714)
- 1999 Jam On Revenge / E. T. Boogie ( Regal Recordings REG35)